# Fayçal Ier
Pour les articles homonymes, voir Fayçal.
Fayçal ben Hussein al-Hachimi (en arabe : فيصل بن الحسين الهاشمي), né le 20 mai 1885 à La Mecque, et mort le 8 septembre 1933 à Berne, est, sous le nom de Fayçal Ier, le premier roi d'Irak de 1921 à sa mort, après avoir été le premier et unique roi de Syrie du 7 mars au 24 juillet 1920. Il est le fils de Hussein ben Ali, chérif de La Mecque et roi du Hedjaz. 
Fayçal a favorisé l'unité entre les musulmans sunnites et chiites, encourageant ainsi leur loyauté commune au panarabisme, avec l'objectif de créer un État arabe qui inclurait l'Irak, la Syrie et le reste du Croissant fertile. Parvenu au pouvoir, il a tenté de diversifier son administration en y incluant différents groupes ethniques et religieux.

## Origines familiales et Jeunesse (1885-1908)
Fayçal est né à La Mecque, alors contrôlée par l'Empire ottoman, dans l'actuelle Arabie saoudite. Il fait partie de la lignée hachémite qui remonterait au prophète Mahomet. Sa famille contrôle les lieux saints de l'islam de manière ininterrompue du Xe siècle à 1924 et retire de ce fait un grand prestige dans le monde musulman. Fayçal est le 3e fils du chérif avec deux aînés : Ali (né en 1879) et Abdallah (né en 1882). Il a aussi un jeune demi-frère, Zaïed (né en 1898). Les rapports entre les enfants et leur père sont marqués par une extrême rigidité protocolaire. Il est fréquent que les enfants du chérif signent leurs correspondances par « Votre esclave » quand ils s'adressent à leur père.
Après une partie de son enfance passée au Hedjaz, il suit son père et ses frères quand son père Hussein est appelé, en 1892 à vivre en résidence surveillée à Constantinople par le sultan Abdulhammid II. Les raisons de cette invitation quelque peu forcée sont peu claires. Il semble que la Sublime Porte et ses fonctionnaires soupçonnaient Hussein de conspirer afin de renverser son oncle, l'émir Awn-al-Rafiq, alors chérif en titre. Il semble également que Hussein avait déjà tissé des liens avec certains officiers anglais en poste à Djeddah. Un agent du gouvernement d'Abdülhammid, Ratib Pacha, est envoyé au Hedjaz tirer cette affaire au clair. En février 1892, Hussein est formellement invité à se rendre à Constantinople.
Un an plus tard, en mars 1893, Fayçal, ses frères, sa grand-mère maternelle et trente-deux femmes de la suite d'Hussein embarquent à Djeddah, à bord du Izzedine, en direction de la capitale ottomane. Le jeune Fayçal reçoit une éducation soignée à Constantinople, où Safwat al 'Awa, un lieutenant seconde classe d'origine damascène, est désigné par rescrit impérial pour être le tuteur de Fayçal. Ce précepteur a à cœur que les jeunes hachémites maîtrisent parfaitement le turc et leur interdit de s'exprimer en arabe devant lui.

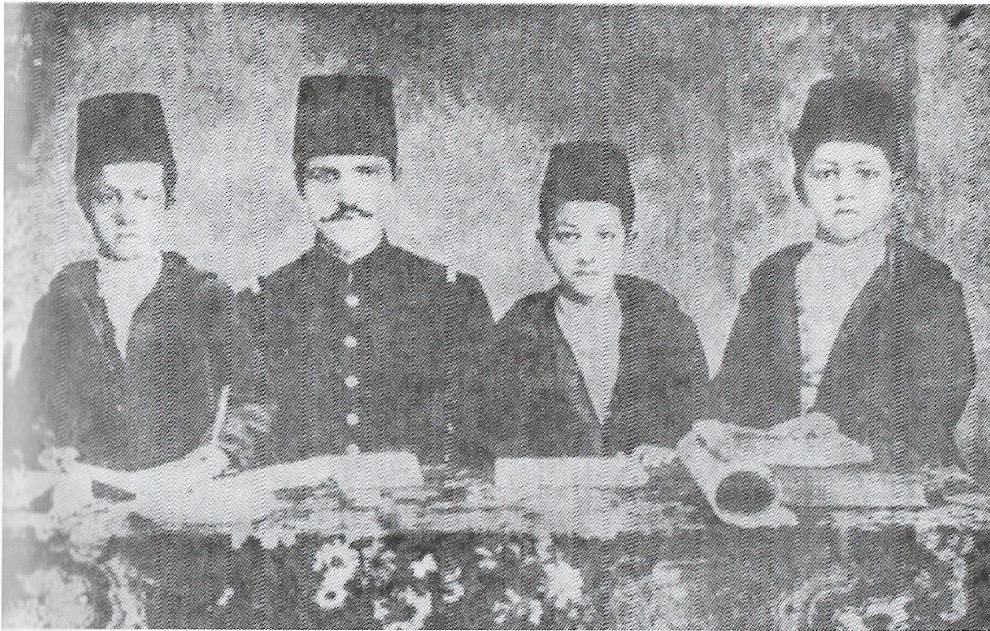
À gauche Fayçal enfant avec ses frères et leur précepteur. Prise à Istanbul vers 1895.

Outre la géographie, l'arithmétique, l'histoire, Fayçal apprend également le français, et quelques rudiments d'anglais. Son père prend personnellement en charge son apprentissage de l'arabe, notamment à travers la lecture du Coran. Cependant, un diplômé de l'Université islamique d'Al-Azhar, Cheikh Muhammad Qadhib Alban, est désigné par son père pour l'élever dans la foi islamique. Il ne revient dans son pays natal que quand son père récupère son poste d'émir et chérif de La Mecque en 1908.

## Premières expériences militaires au Hedjaz (1908-1912)
Dès son retour, Hussein doit assumer sa charge de Chérif, consistant à assurer la sécurité des pèlerins vers la Mecque (souvent menacé par le brigandage des bédouins) mais aussi sécuriser les frontières sud et est du Hedjaz. À l'est, le sultan du Nejd adopte une politique expansionniste et au Sud, un prédicateur de la lignée des Idrissides, Muhammad ibn Ali al-Idrissi (en), se soulève contre les Ottomans et proclame un émirat autonome. Le Chérif Hussein ainsi que les puissances européennes présentes dans la région (Grande-Bretagne et Italie) s'inquiètent de cette déstabilisation.
Les forces d'Al-Idrissi mettent le siège devant Abha, seulement défendue par une petite garnison turque. Les Ottomans se résolvent à demander le soutien militaire de Hussein pour lever le siège. Le 15 avril 1911, Hussein, ainsi que ses deux fils cadets, Abdallah et Fayçal, partent à la tête d'une colonne de 3 000 soldats pour venir au secours des assiégés. Fayçal commande la cavalerie.
Les forces turco-hedjaziennes sont prises dans une embuscade dans la localité de Quz et souffrent des pertes importantes mais remportent quelques jours plus tard une importante victoire contre les rebelles. Le 17 juillet 1911, Hussein, Fayçal et Abdallah font une entrée triomphale dans Abha et sont acclamés à Taëf au mois d'août. Vers la fin de la campagne militaire, Fayçal contracte une forme grave de la malaria, ce qui l'affaiblit pour plusieurs mois.

## Député du Hedjaz au parlement ottoman (1912)

### La politique ottomane:The big stick election
Après une défaite électorale lors d'une législative partielle à Constantinople, le parti nationaliste turc, Parti union et progrès, voyant sa popularité menacée prend l'initiative de convoquer des législatives anticipées en avril 1912, à peine trois ans après celles de 1908. Les Jeunes-Turcs investissent toute la puissance de l'appareil partisan mais également de la puissance de l’État ottoman pour s'assurer une victoire massive. Les commentateurs anglophones baptisent cette élection the Big Stick election. Le Comité rafle 269 sièges sur 275 après une campagne féroce, centrée sur le débat autour de la décentralisation (le Parti union et progrès est d'orientation centralisatrice, tandis que l'Entente libérale (en) promeut un transfert de compétence vers les régions), la place de la norme islamique dans la société ainsi que la place des minorités dans le système constitutionnel.
Grâce au soutien des notables locaux et l'influence de son père, alors Chérif de la Mecque, Fayçal devient, à 20 ans, député pour la circonscription de Djeddah, avec son frère Abdallah (député de La Mecque). Leur rôle consiste essentiellement à tenir leur père au courant de l'actualité politique à Constantinople et prendre le pouls de l'opinion publique : Thomas Edward Lawrence déclare à ce sujet :

« Dès son retour Hussein se mit sur-le-champ à restaurer discrètement la puissance de son émirat (…) tout en gardant des contacts étroits et amicaux avec Constantinople par le truchement de son fils Abdallah, vice-président du parlement turc et son fils Fayçal, député de Djeddah. Ceux-ci le tinrent au courant de l’opinion dans la capitale jusqu'à la déclaration de guerre : alors ils se hâtèrent de rentrer à la Mecque. »

### Situation du Hedjaz par rapport à la Sublime Porte
Au début du XXe siècle, le chérif, même s'il jouit d'une grande autonomie vis-à-vis du pouvoir de Constantinople craint de plus en plus les velléités centralisatrices de la politique des Jeunes-Turcs arrivés au pouvoir en 1908. Le projet d'une extension de la ligne de chemin de fer du Hedjaz jusqu'à La Mecque (dont le terminus originel est Médine) pousse Hussein à entrer en contact avec les nationalistes syriens de Damas et les Anglais du Bureau arabe du Caire.
Fayçal est désigné pour représenter secrètement son père lors des réunions avec les Syriens. En route vers Constantinople, il s'arrête le 26 mars 1915 à Damas, reçu par Nasib Al-Bakri, qui le met en relation avec Al-Fatat et Al-Ahd (deux sociétés secrètes nationalistes). Cette entrevue marque le début d'une alliance entre le chérif et les nationalistes connu sous le nom de « Protocole de Damas ». Fayçal quitte Damas en trompant Djemal Pacha (meneur de l'armée ottomane pendant la Première Guerre mondiale) et lui promettant la venue de 1 500 chameliers hedjazis.
Le 5 juin 1916, après la découverte par les Ottomans de la correspondance Hussein-MacMahon, le chérif déclenche la révolte arabe (la thawra), symboliquement marquée par un coup de fusil tiré en l'air à La Mecque, conclusion d'un discours qui attaque les mesures laïcisantes prises par le Comité union et progrès (CUP). Fayçal, dans l'organisation du nouveau gouvernement du Hedjaz, reçoit le ministère de l'Intérieur, tandis que son frère Ali devient Premier ministre et Abdallah ministre des Affaires étrangères.

## Déclenchement et rôle dans la révolte arabe (juin 1916-octobre 1918)
C'est lui qui mène la révolte arabe contre les forces ottomanes, démarrée en Juin 1916. Au départ, l'influence de la révolte ne dépasse pas le cadre de la péninsule arabique et se limite à des escarmouches avec les Ottomans et une guérilla dans le désert. La stratégie militaire des révoltés arabes est initialement le fait de Hussein, qui n'a pas à proprement parler de compétences militaires. Cinq mois après le début de la Révolte, une conférence se tient à Djeddah en Novembre 1916 réunissant Fayçal, son frère Ali, Aziz al-Misri, Nouri Saïd et des représentants des armées françaises et britanniques. Cette conférence acte la montée en puissance de Fayçal dans le dispositif militaire de la Révolte, qui prend progressivement la tête des opérations et de la stratégie. À cette époque, les Ottomans contrôlent Médine qui est solidement défendue par Fekri Pacha et deux bataillons d'infanterie turque. La ville ne se rend qu'à la fin de la guerre en 1918.
La révolte prend une dimension géopolitique de premier plan avec la prise d'Akaba en 1917 où Aouda Abou Tayi (sheik de la tribu des Taoueihas) joue un rôle déterminant. En octobre 1918, la prise d'Alep par les forces chérifiennes marque la fin de la campagne du Moyen-Orient et permet à Fayçal de revendiquer la création du grand royaume arabe promis par les Britanniques.

## Gouvernement arabe de Damas et action diplomatique (octobre 1918-mars 1920)

### Prise de Damas et création du gouvernement arabe de Syrie
Après la campagne de Palestine, qui voit les forces alliées (hachémites et britanniques) remonter vers le nord, en prenant en décembre 1917 Jérusalem, Fayçal participe à la prise de Damas et fait son entrée dans la ville deux jours après les Britanniques et les troupes arabes, le 3 octobre. Sur le plan stratégique, laisser les Hachémites rentrer les premiers dans Damas est sans importance, mais cet élément est capital sur le plan diplomatique car il met en difficulté les Français pour faire valoir ultérieurement leurs prétentions sur la Syrie et le Liban, relativement aux accords Sykes-Picot. Le Royaume-Uni souhaite réviser les accords conclus en 1916 pour obtenir dans leur zone d'influence Mossoul (en raison des grandes réserves pétrolifères de cette région) et la Palestine censée servir de glacis protecteur pour l’Égypte et le canal de Suez passé depuis 1882 sous contrôle britannique).
Il défile accompagné de 1 500 cavaliers arabes dans les rues de Damas, sous les vivats d'une foule en liesse. Réuni à l'hôtel Victoria avec Allenby et Lawrence, il apprend là la future mise sous tutelle de la région. Alors qu'il avait été mis au courant des grandes lignes des accords Sykes-Picot par Lawrence, il se récuse violemment déclarant : « Je refuse d'agréer un officier français, et de façon générale, je m'oppose à toute tutelle française sur la Syrie ». Dès le 4 octobre, il annonce la création du gouvernement civil de Damas qui existe de cette date jusqu'à la bataille de Khan Mayssaloun. Il se compose (entre autres) de Rida El-Sohl (ministre de l'Intérieur), Farès al-Khoury (ministre des Finances), Sati al Housri (ministre de l'Éducation). L'ensemble du gouvernement de Damas est composé d'hommes acquis à l'idée nationale arabe. Sous son gouvernement naît, le 8 juin 1919, une Académie de la langue arabe à Damas.
Sur toute la période de son « gouvernement », Fayçal effectue deux longs séjours en Europe afin de promouvoir l'indépendance arabe aux yeux des puissances victorieuses de la Première Guerre mondiale, d'abord de novembre 1918 à avril 1919 (où il est entendu à la conférence de la Paix de Paris), puis de septembre 1919 à janvier 1920.

### Premier séjour en Europe (novembre 1918 – avril 1919)
Il débarque à Marseille le 26 novembre en compagnie de Nouri Saïd et quelques proches pour être accueilli par Emmanuel Bertrand, un ancien ministre plénipotentiaire à la retraite. Les autorités françaises l’accueillent comme un hôte de marque mais ne souhaitent pas reconnaître à sa visite un caractère diplomatique. À son arrivée, les relations sont ambiguës et une certaine cordialité masque en réalité une véritable défiance. Le 1er décembre, vers 10 h du matin, Fayçal arrive à la gare de Belfort. Les Français tiennent à ce que l'émir soit témoin des destructions causées par la guerre dans le Nord-Est de la France, et pour cela lui font visiter les champs de bataille. Le général Gouraud, à Strasbourg remet au hachémite la plaque de grand officier de la Légion d'honneur le 5 décembre 1918.
Le 3 janvier 1919, Fayçal rencontre pour la troisième fois Chaïm Weizmann et signe avec lui un accord. Par ce geste tactique, il compte obtenir son soutien à la naissance d'une monarchie arabe unifiée. Il accorde cela surtout " en échange du soutien des sionistes contre le mandat français" en Syrie. En contrepartie Fayçal reconnaît les « droits historiques » des juifs sur la Palestine, à condition toutefois que le royaume arabe indépendant voie le jour.
Il est entendu par le conseil des Dix le 6 janvier 1919 où il déclare :
« Le but des mouvements nationalistes arabes est d'unir enfin les Arabes dans une seule nation. Les Arabes attendent des grandes puissances qu'elles les considèrent comme un peuple potentiellement uni, jaloux de sa langue et de sa liberté, et demandent qu'aucune mesure ne soit prise qui contrarierait la perspective d'une union éventuelle dans cette région sous un gouvernement souverain. (…) En un mot, nous vous demandons de ne pas nous imposer toute votre civilisation, mais de nous aider à choisir dans votre expérience ce qui peut le mieux nous servir ».
Après un séjour bref et peu confortable à l’Hôtel Intercontinental, le gouvernement français met à la disposition de l'émir une résidence au 72 avenue du Bois de Boulogne, demeure dans laquelle il recevra des personnalités parisiennes comme Anatole France le 22 février 1919, puis le 5 mars. Le 15 avril, il entre pour la première fois en contact avec Robert de Caix de Saint-Aymour, qu'il reçoit chez lui à la faveur d'une première conversation assez cordiale. Le 17 avril, De Caix lui présente une lettre signée de la main de Clemenceau devant servir de brouillon au futur accord entre la France et les Hachémites, que l'émir hésite longuement à signer et finit par refuser.
Le 21 avril vers 20 h, il prend un train à la gare de Lyon en direction de Rome où il est reçu par le Pape avant de regagner Beyrouth.

### Deuxième séjour en Europe (septembre 1919 - janvier 1920)
Son second voyage à Paris (octobre 1919 à janvier 1920) accouche le 6 janvier d'un accord où Fayçal, devant l'abandon de ses alliés britanniques, l'indifférence des Américains, est contraint de faire d'énormes concessions sur son futur État : ceci incluant un conseil français sur les questions financières, un second sur les questions des travaux publics, l'arabe est la langue officielle de la Syrie, mais l'enseignement du français est « obligatoire et privilégié ». Enfin Fayçal doit reconnaître l'indépendance d'un Liban unifié sous protectorat français. Ces conditions sont tellement dures que Fayçal a lui-même peu d'espoir qu'elles soient acceptées par les nationalistes syriens.
Il quitte l'Europe le 7 janvier, à bord du navire Waldeck-Rousseau en direction de Beyrouth. Il arrive le 14 du même mois, accueilli au Liban par le général Gouraud (haut-commissaire depuis le 21 novembre 1919) et Robert de Caix. En arrivant à Damas le 16 janvier, il réunit ses partisans et les notables damascènes, pour leur exposer les grandes lignes de l'accord avec Georges Clemenceau. Cette réunion marque le début des difficultés pour l'émir, car celui-ci n'a en rien préparé son opinion publique (et ses plus fervents soutiens nationalistes) à l'idée d'une entente politique avec la France. Fayçal a parfaitement conscience que le rapport de force militaire est clairement en faveur de la France, et que chercher à se battre frontalement contre celle-ci équivaudrait à une mission suicide. Quand il énonce les revendications françaises, en les édulcorant partiellement, un silence glacial lui répond. Devant ce refus silencieux, Fayçal n'ose même pas leur révéler qu'il a en réalité déjà signé l'accord provisoire avec les Français, et qu'il doit théoriquement revenir courant février pour signer l'accord final, et le présenter à la conférence de la paix de Paris. Cependant, le même jour, Georges Clemenceau est battu aux élections présidentielles préliminaires face à Paul Deschanel et se retire définitivement de la vie politique. La disparition politique du Tigre met Fayçal dans une situation extrêmement instable : les nationalistes syriens les plus extrêmes rejettent en bloc l'accord du 6 janvier, alors que le principal artisan de ce texte du côté français s'efface et laisse la place à une administration beaucoup moins encline au compromis avec l'émir. Fayçal est pris au piège de sa propre politique. Dès lors, son action va être totalement paralysée entre l'intransigeance des Français et des nationalistes syriens.

## Éphémère roi constitutionnel de Syrie (mars à juillet 1920)
Le 7 mars 1920, le Congrès national syrien (en) vote l’indépendance de la Syrie et son unité intégrale avec la Palestine et la Transjordanie, et proclame l'émir Fayçal ben Hussein « roi constitutionnel » du royaume arabe de Syrie sous le nom de Fayçal Ier. Fayçal a tenté d'empêcher cette nomination et cette proclamation, qui signait l'échec de sa politique de coopération avec la France et a même tenté de dissoudre le Congrès.
À l'occasion d'un vote de censure du gouvernement, il déclare : « J'ai créé le Congrès, et ne lui concèderai pas un droit qui pourrait empêcher l'action du gouvernement ». Et Rachid Rida de lui rétorquer sans coup férir : « C'est le congrès qui vous a créé, et vous n'étiez qu'un général parmi les généraux sous le commandement d'Allenby ». Cet échange houleux montre que Fayçal a totalement perdu le contrôle des nationalistes et voit son autorité contestée jusque dans sa légitimité nationale.
Entretemps, les défaites françaises face aux kémalistes en Cilicie tendent considérablement les rapports entre le Haut-commissariat et le pouvoir à Damas. L'affaire de la ligne de train Rayak-Alep (dont Fayçal refuse l'utilisation par les troupes françaises du Levant) font craindre aux diplomates français une possible alliance kémalo-hachémite pour expulser les Français du Levant.
Le 25 avril 1920, la Syrie est placée sous mandat français par la conférence de San Remo. Le 10 juillet se produit un incident que les agents français en poste au Levant jugent extrêmement grave : 8 des 12 membres du Conseil consultatif du Liban, organe théoriquement favorable à la présence française, tentent de quitter la zone française pour se rendre à Damas et faire profession de loyauté envers Fayçal. Parmi les huit transfuges figure même le frère du patriarche des maronites, Elias Hoyek, fervent partisan du mandat français sur la Syrie et le Liban. Les Français accusent les 8 membres d'avoir été corrompus par les chérifiens à raison de 40 000 livres égyptiennes, c'est-à-dire 2 millions de francs de l'époque (la valeur du franc s'est effondrée après la Première Guerre mondiale perdant 65 % de sa valeur face au dollar). Arrêtés sur la route de Damas par des agents français, ils sont reconduits à Beyrouth et produisent des aveux complets. Les membres devaient recevoir un acompte d'un quart de la somme et recevoir les 30 000 livres après leur prestation de serment. Les 10 500 livres ont été fournies par un nanti beyrouthain, Aref Na'mani. Cet incident met littéralement le feu aux poudres. Le 14 juillet 1920, le général Henri Gouraud, Haut-Commissaire français, envoie un ultimatum au gouvernement de Damas. Le gouvernement a jusqu'au 18 juillet, minuit, pour y répondre favorablement. Cet ultimatum se résume en 5 points :
1. Disposition absolue de la voie ferrée Rayak-Alep, ainsi que des gares de Baalbek, Homs, Hama, Alep et occupation de cette dernière.
2. Abolition de la conscription. L'armée chérifienne doit être ramenée à son effectif du 1er décembre 1919.
3. Acceptation du mandat français, dont l'application se présentera sous forme d'aides et de collaboration.
4. Acceptation de la monnaie syrienne.
5. Châtiment des coupables les plus gravement compromis par leurs actes d'hostilité contre les Français.

Le 16 juillet, après un échange de télégrammes avec le commandant Cousse, agent de liaison français à Damas, le général Gouraud accepte de proroger de 24 h l'ultimatum, en « signe de bonne volonté ». Cédant à l'ultimatum de Gouraud, parce que les troupes françaises, commandées par le général Mariano Goybet, ont écrasé ses partisans à la bataille de Khan Mayssaloun, le 24 juillet 1920, Fayçal est contraint à l'exil.

## Roi d'Irak (1921-1933)
Après son éviction, les Britanniques lui proposent le trône d'Irak, durant la période du Mandat britannique de Mésopotamie. C'est la « solution hachémite » : un moyen commode pour la Grande-Bretagne de maintenir son influence à moindre coût dans une zone qui connaît une agitation permanente depuis la fin de la guerre.
Fin 1920, Fayçal arrive à Londres pour négocier, habillé en redingote et en haut de forme, à l'inverse de ses anciens voyages diplomatiques où il privilégiait plutôt l'habit traditionnel bédouin. Lawrence lui fait remarquer qu'il est désolé que l'émir ait perdu sa belle tenue, ce à quoi l'intéressé répond avec sarcasme Oui et mon beau royaume aussi ! en faisant référence à sa récente éviction par les Français que la Grande-Bretagne n'avait rien fait pour empêcher.
La principale difficulté réside dans l'hostilité de la France de voir revenir, si près de la Syrie, un prince qui avait fait figure de champion du nationalisme arabe. Gouraud et Bertholot lors de leur entrevue du 24 février 1921 avec Winston Churchill, nouvellement muté au Ministère de Colonies (Colonial Office), déclarent que l'arrivée de Fayçal en Mésopotamie saperait l'autorité de la France en Syrie mandataire. La France finit par accepter la présence de Fayçal après de nombreuses entrevues. Le 13 mars 1921, une réunion d'officiers britanniques, de conseillers et d'agents coloniaux (parmi lesquels figure Gertrude Bell) se déroule au Caire, dont le principal but est de réduire la présence militaire britannique au Moyen-Orient tout en maintenant l'influence anglaise à moindre frais dans la région. Le 14 mars, Churchill déclare que « Nous sommes arrivés à la conclusion unanime que Fayçal représente notre meilleur espoir et la solution la moins coûteuse ». Churchill chiffre la somme économisable par l'évacuation des troupes terrestres britanniques d'Irak (la Royal Air Force devant uniquement laisser une force de dissuasion suffisante) à 20 millions de livres annuelles.
À l'inverse de la liesse que manifesta la population de Damas lors de son arrivée en octobre 1918, l'accueil de Fayçal est glacial à Bagdad. Il est couronné le 23 août 1921, après un référendum probablement truqué (les scores donnent, en effet, 96 % d'approbation et 4 % de refus). Dans la mesure où l'Irak à cette époque n'a pas d'hymne officiel, la fanfare, conviée pour l'occasion, joue God save the king, trahissant obliquement que Fayçal doit entièrement son trône aux Anglais.

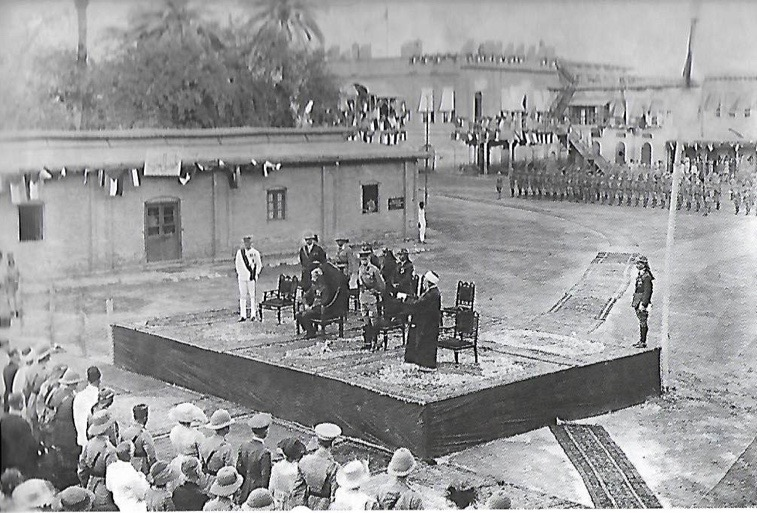
Couronnement de Fayçal à Bagdad en 1921. Fayçal assis au centre du premier rang sur l'estrade.

En 1924, le Parlement irakien nouvellement formé, composé de 88 députés (dont 6 députés pour les Assyriens et 6 pour les Juifs) ratifie, avec l'aval de Fayçal, le premier des 4 traités anglo-irakiens qui lie le jeune État à sa puissance mandataire.
Après de longues négociations entre les diplomates britanniques et la chancellerie irakienne, Fayçal consent à rencontrer son vieil ennemi Ibn Séoud en territoire neutre, sur le HMS Lupin, le 22, 23 et 24 février 1930. La rencontre est tendue (6 ans plus tôt, Ibn Séoud a chassé du Hedjaz son frère Ali), mais fructueuse car elle permet de résoudre une série de différends frontaliers, notamment la question du tracé de la frontière entre l'Irak et le futur royaume saoudien.
Il mène le pays sur le chemin de l'indépendance, obtenant en 1932 l'autonomie pleine et entière du royaume d'Irak et son adhésion à la Société des Nations. En dépit de ces succès, l'Irak reste solidement lié à la Grande-Bretagne, et n'obtiendra sa complète indépendance qu'après la révolte de 1958 et le renversement de Fayçal II.
Durant son règne, il conservera ses opinions panarabes et nationalistes, mais devient plus prudent dans leur expression et dans son action politique. Fayçal ne conçoit pas son pouvoir sans tolérance, spécialement en ce qui regarde la tolérance religieuse. Profondément marqué par le massacre des Assyriens (des chrétiens de rite nestorien, ultra-minoritaires en Irak), il part brutalement le 2 septembre 1933 pour la Suisse et meurt là-bas le 9 du même mois. Son fils aîné Ghazi Ier devient roi d'Irak la même année.

## Vie personnelle, mariage et descendance
À 21 ans et sous la pression de son père, il épouse Huzaima bint Nasser, une de ses cousines. Le mariage arrangé est une tradition bédouine très courante à l'époque. Ses frères, Ali et Abdallah sont tous les deux mariés à des cousines également (Abdallah a épousé Misbah, la sœur jumelle de Huzaima). Initialement peu proches, les deux époux finiront par se connaître et s'apprécier mutuellement avec le temps. De cette union naîtront 4 enfants :
- Le prince Ghazi (futur roi d'Irak)
- La princesse Izzat
- La princesse Rajiha
- La Princesse Rafi'a.

Cette dernière souffre d'un handicap, du fait d'une chute lorsqu'elle n'avait que quelques mois. Rajiha finira par épouser un pilote de l'air de l'armée irakienne et vivra une vie modeste.

## Dans la fiction
Dans le film Lawrence d'Arabie, son rôle est interprété par Alec Guinness.

## Hommages
- Une grande rue d'Alep porte son nom, la rue du roi Fayçal.

## Galerie de photographies

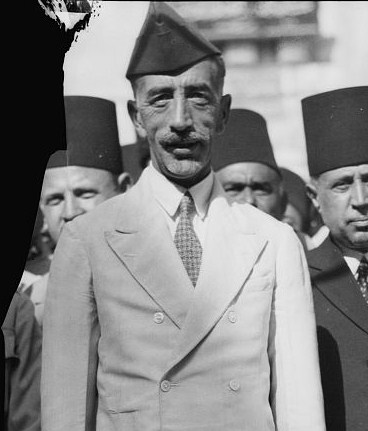
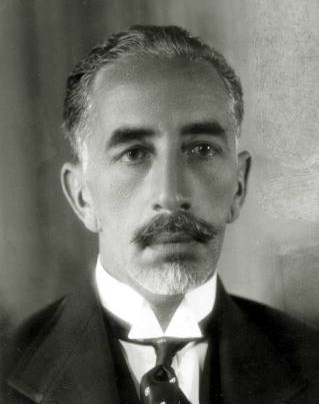
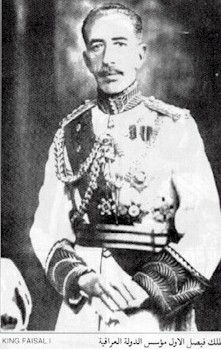
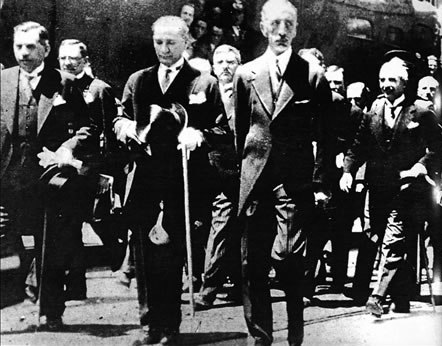
Avec son ancien ennemi Mustafa Kemal